# Johnson megye (Nebraska)
Johnson megye az Amerikai Egyesült Államokban, azon belül Nebraska államban található. Megyeszékhelye és legnagyobb városa Tecumseh. Lakosainak száma 5290 fő (2020. április 1.). Johnson megye Otoe, Lancaster, Pawnee, Gage és Nemaha megyékkel határos.

## Népesség
A megye népességének változása:
| Lakosok száma | 5216 | 5192 | 5161 | 5144 | 5173 | 5290 |
|               | 2010 | 2011 | 2012 | 2013 | 2015 | 2020 |